# Amazing (HIGH and MIGHTY COLORの曲)
「Amazing」（アメイジング）は、2007年12月12日に発売されたHIGH and MIGHTY COLORの11枚目のシングル。

## 解説
元々発表当初、全曲ノンタイアップの予定だった。初回生産限定盤には、「Spice Live Circuit 007」をメンバーそれぞれが撮影した映像が収録されているDVDが付く。

## 収録曲
| 全編曲: HIGH and MIGHTY COLOR。 |                             |                   |                       |       |
| #                               | タイトル                    | 作詞              | 作曲                  | 時間  |
| 1.                              | 「Amazing」                 | マーキー&ユウスケ | SASSY                 | 3:45  |
| 2.                              | 「Secret Heart」            | マーキー&ユウスケ | SASSY                 | 3:02  |
| 3.                              | 「Parade」                  | ユウスケ          | HIGH and MIGHTY COLOR | 3:47  |
| 4.                              | 「Amazing（Instrumental）」 |                   |                       | 3:47  |
| 合計時間:                       | 合計時間:                   | 合計時間:         | 合計時間:             | 14:21 |

### 楽曲解説
1. Amazing
TBS系「ニューイヤー駅伝」イメージソング。
「冬らしい泣きロック」がテーマとなっている。
仮タイトルは「Time」。
2. Secret Heart
仮タイトルは「SIZE」。
4thアルバム『ROCK PIT』の初回限定版のDVDに、レコーディングのシーンが収録されている。
3. Parade
ヤマザキナビスコ「ビッツサンド」CMソング。
仮タイトルは「Parade parade」。

## 収録アルバム
- ROCK PIT (#1)
- BEEEEEEST (#1)